# Serie 2300 de CP
La Serie 2300 se refiere a un tipo de automotor a tracción eléctrica, utilizada por la operadora Comboios de Portugal en los servicios urbanos de Lisboa, en Portugal.

## Historia
En 1991, fue encomendada, a la empresa alemana Siemens, la entrega de 42 automotores para la Línea de Sintra; este contrato, por un valor de 440 millones de marcos, estipulaba que las unidades deberían entrar en servicio durante los siguientes 5 años, siendo la primera entregada a mediados de 1992. La construcción de las cajas y bogies debería ser entregada a la compañía de Sociedades Reunidas de Fabricações Metálicas, mientras que el equipamiento eléctrico, del cual el 33% sería construido en territorio nacional, sería aportado por Siemens; las automotores deberían tener la composición motor-remolque-remolque-motor, siendo las unidades tractoras equipadas con motores trifásicos.
Construidas por el consorcio Sorefame - Siemens, las primeras unidades entraron en servicio a comienzos de 1993, para sustituir los automotores de la Serie 2000/2050/2080 en la Línea de Sintra; este proceso se insertó en el âmbito de un programa de modernización de infraestructuras y material circulante de la operadora Caminhos de Ferro Portugueses (denominada Comboios de Portugal a partir de 2009), que se concentró, principalmente, en los servicios urbanos en Lisboa y en Oporto. En 1994, también estaban pendientes de ser construidas algunas unidades de esta Serie, en las instalaciones de la compañía de Sociedades Reunidas de Fabricações Metálicas.

## Características
Presentan una caja construida casi en su totalidad en acero inoxidable, con las cristaleras de las unidades motoras en fibra de vidrio; los materiales utilizados en el revestimiento interior respetan las normas internacionales contra incendios. Los motores son trifásicos, con una transmisión de engranajes y control de velocidad regulado por un microprocesador. El interior es bastante amplio, funcional e iluminado, siendo el acceso efectuado por puertas de acceso de grandes dimensiones, con 1300 mm de longitud; las puertas disponen de un sistema que impide el movimiento de las automotores, cuando se encuentran abiertas.
Debido al hecho de tener sido construidos para servicios de naturaleza urbana, no disponen de lavabos, y los lugares son todos de clase única. La comunicación del conductor con los pasajeros está asegurada por un sistema visual y sonoro.

## Ficha técnica

### Características de explotación
- Año de entrada en servicio: 1993
- Número de unidades construidas: 42 (2301 a 2342 y 2351 a 2392)[5]
- Número de unidades operativas: 39[6]

### Datos generales
- Fabricante: Sorefame - Siemens[5]
- Tipos de composición: Unidad Múltiple Cuádruple (motor + remolque + remolque + motor)[1]
- Largo total: 95,6 metros[3]

### Transmisión
- Tipo: Eléctrica asíncrona[6]

### Motores de tracción
- Tipo: Trifásicos[3]
- Potencia: 3100 kW[5]
- Esfuerzo de tracción: 278 kN[5]
- Tipo de tracción: Eléctrica[5]
- Voltaje: 25 kV 50 Hz[5]

### Características de funcionamiento
- Velocidad máxima: 120 km/h[6]

### Capacidad
- Clase única
  - Sentados: 316[3]
  - De pie: 550[3]